# Острожник
Острожник (словен. Ostrožnik) — поселення в общині Мокроног-Требелно, регіон Південно-Східна Словенія, Словенія.